# Skobycziwka
Skobycziwka (ukr. Скобичівка) – wieś na Ukrainie, w  obwodzie iwanofrankiwskim, w rejonie bohorodczańskim.